# Camera d'Oro
La Camera d'Oro è un ambiente del castello di Torrechiara, frazione di Langhirano in provincia di Parma, celebre per il ciclo di affreschi dipinti probabilmente da Benedetto Bembo nel 1462 per volere del conte Pier Maria II de' Rossi.

## Storia
La sala, collocata al primo piano della torre della Camera d'Oro, nacque probabilmente quale camera da letto e studiolo privato di Pier Maria II de' Rossi, costruttore del castello.
L'ambiente fu decorato probabilmente da Benedetto Bembo nel 1462, anche se non esistono fonti certe né sulla data di esecuzione né sull'autore, che alcuni studiosi individuano in Girolamo Bembo, fratello di Benedetto, e altri in Francesco Tacconi. L'unica informazione sicura riguarda il fatto che nel 1463 la stanza era già completa anche dell'arredamento, poiché fu descritta entusiasticamente dal poeta Gerardo Rustici nella Cantilena pro potenti D. Petro Maria Rubeo.
La sala rimase integra fino agli inizi del XX secolo, nonostante i numerosi passaggi di proprietà dell'edificio e le modifiche apportate alle sale adiacenti. Tuttavia, nel 1909 i duchi Torlonia alienarono il castello a Pietro Cacciaguerra, che lo spogliò di tutti gli arredi e asportò la decorazione in foglia d'oro delle formelle parietali in terracotta della Camera d'Oro, prima di rivendere nel 1912 la fortezza al Demanio italiano.
Nel 1911, anno in cui il maniero fu dichiarato monumento nazionale, nel contesto delle celebrazioni del cinquantesimo anniversario dell'Unità d'Italia, presso la mostra etnografica delle regioni a Roma fu ricostruita una replica esatta della Camera d'oro, su progetto dell'architetto Lamberto Cusani; alla sua realizzazione parteciparono numerosi artisti, tra i quali i pittori Amedeo Bocchi e Daniele de Strobel, gli scultori Renato Brozzi ed Emilio Trombara e l'ebanista Ferdinando Dall'Argine. In seguito la copia fu definitivamente trasportata nel castello all'interno della sala del primo piano della torre del Leone.

## Descrizione

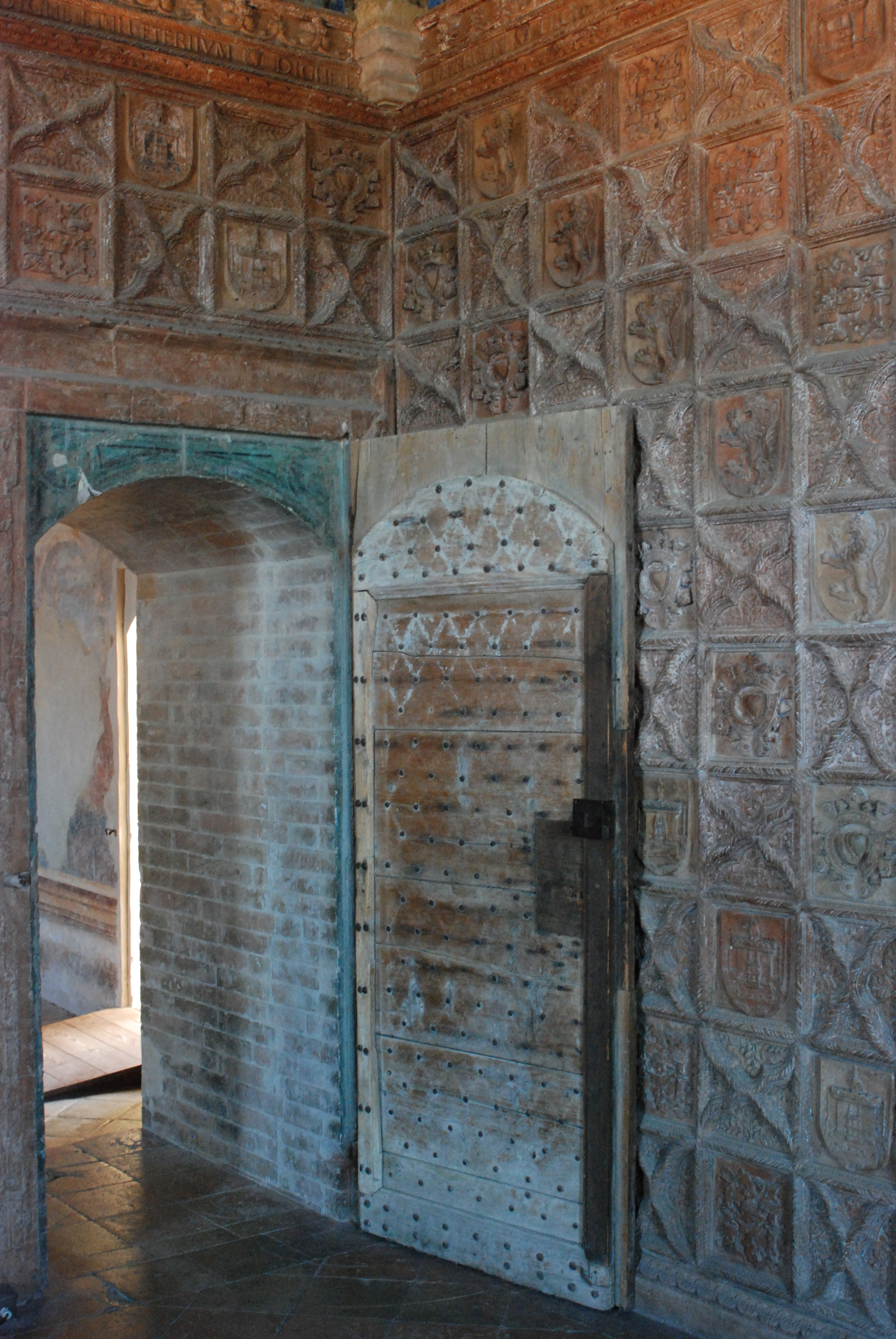
Porta di comunicazione con la Sala dell'Aurora

Le pareti della sala sono rivestite fino al piano di imposta della volta a crociera con formelle di terracotta, originariamente coperte da pitture e da una decorazione in foglia d'oro; le lunette e il soffitto sono ornati interamente da affreschi celebrativi dell'amore tra Pier Maria II de' Rossi e l'amante Bianca Pellegrini; i costoloni in cotto colorato convergono in chiave di volta in un medaglione su cui si stagliano le iniziali dorate del conte.

### Formelle
La formelle in terracotta sono interamente decorate con altorilievi, di cinque differenti tipologie: le più numerose, disposte a scacchiera lungo le pareti, sono ornate con motivi ad arabeschi intrecciati a forma di croce; le altre raffigurano alternativamente dei leoni rampanti, emblemi di Pier Maria, dei castelli circondati da fosse con cigni e affiancati da bordoni da pellegrini, stemmi di Bianca, dei cuori uniti a due a due e circondati da corone incise con Digne et in aeternum e infine dei nastri che riportano le scritte Nunc et semper.
In sommità si allunga una cornice in cotto modanata, ornata con una successione continua di cuori uniti a due a due e circondati da corone incise con Digne et in aeternum.

### Studiolo

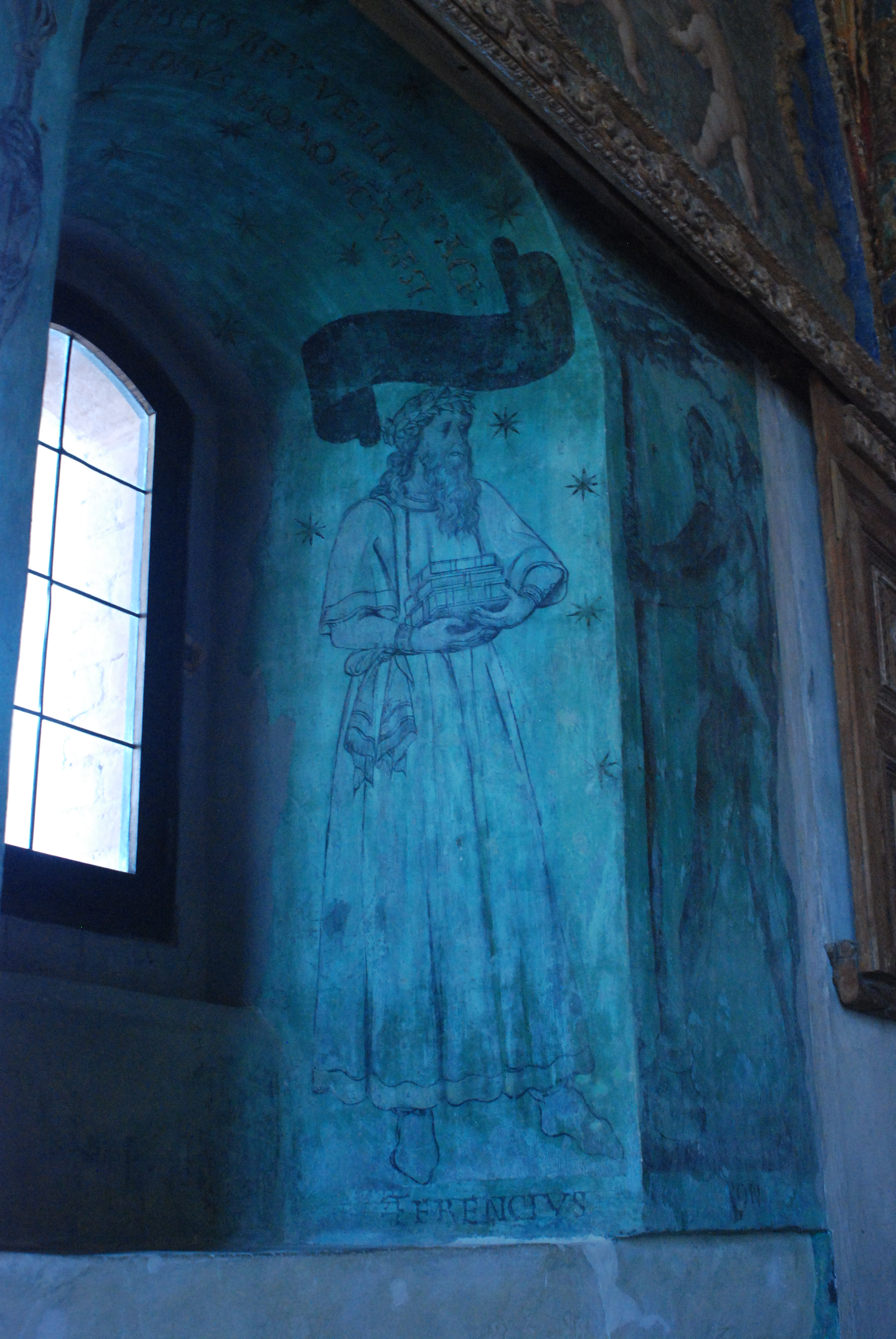
Finestrella dello studiolo

Nell'angolo sud-est della stanza si trovava, dietro a un pannello ligneo intarsiato apribile su cardini, il piccolo studiolo di Pier Maria, illuminato da una finestrella.
Tutti gli elementi in legno furono alienati agli inizi del XX secolo, ma si conserva la finestra che dava luce all'ambiente, posta all'interno di una nicchia, decorata con affreschi in monocromo; i dipinti rappresentano nelle strombature i poeti latini Virgilio e Terenzio e nei lati esterni i due eroi mitologici Ercole e Sansone, per sottolineare le qualità intellettuali e la forza fisica di Pier Maria. Nel sottarco a sfondo stellato campeggia l'epigrafe "CHRISTUS REX VENIT IN PACE ET DEUS HOMO FACTUS EST", frequentemente utilizzata in epoca medievale a protezione dalle calamità naturali.
Il pannello in legno era internamente decorato con le raffigurazioni di Dante, Aristotele, Platone, Socrate, Demostene e altri personaggi greci; il tavolo estraibile conteneva un piccolo dipinto di un Ecce homo.

### Affreschi
Le lunette e le vele della volta a crociera sono interamente decorate con affreschi, realizzati con colori molto accesi nel tempo un po' sbiaditisi, celebrativi allegoricamente dell'amore tra Pier Maria e Bianca e nello stesso tempo del grande potere del conte. Le opere costituiscono l'unico esempio in tutta Italia di un intero ciclo di dipinti medievali incentrati sulla glorificazione dell'amor cortese tra due personaggi reali.

#### Lunette
Gli affreschi delle lunette celebrano la storia d'amore tra i due amanti, raffigurati in quattro diverse scene all'interno di finte architetture centrali; ai lati si trovano in primo piano coppie di eroti che giocano e sullo sfondo alcuni dei castelli di collina e pianura appartenenti a Pier Maria II de' Rossi.

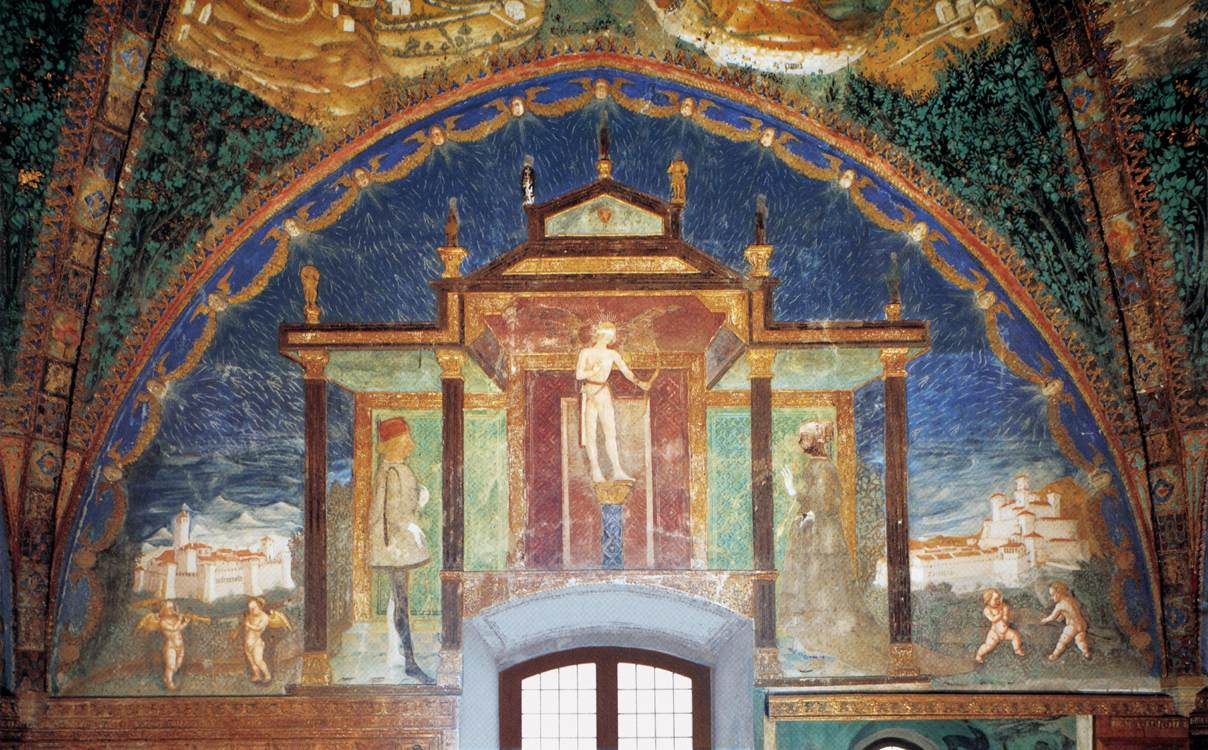
Lunetta est

La prima scena si svolge nella lunetta est.
Al centro, sopra alla portafinestra che dà accesso alla loggia, si staglia una grande architettura retta da sottili colonne con capitelli corinzi dorati; la struttura, suddivisa in tre parti, è coronata nel mezzo da un fastigio a salienti. Al suo interno è raffigurato nella parte mediana Cupido bendato sulla cima di una colonna, intento a scoccare un dardo verso Bianca, posta nell'ala destra; sul lato opposto Pier Maria indica la freccia che l'ha già colpito.
Ai fianchi, gli eroti di sinistra suonano il flauto, simbolo fallico, mentre quelli di destra giocano con un pavone, emblema di immortalità e attributo di Giunone. Sullo sfondo si ergono i castelli di Basilicanova e di Torrechiara.

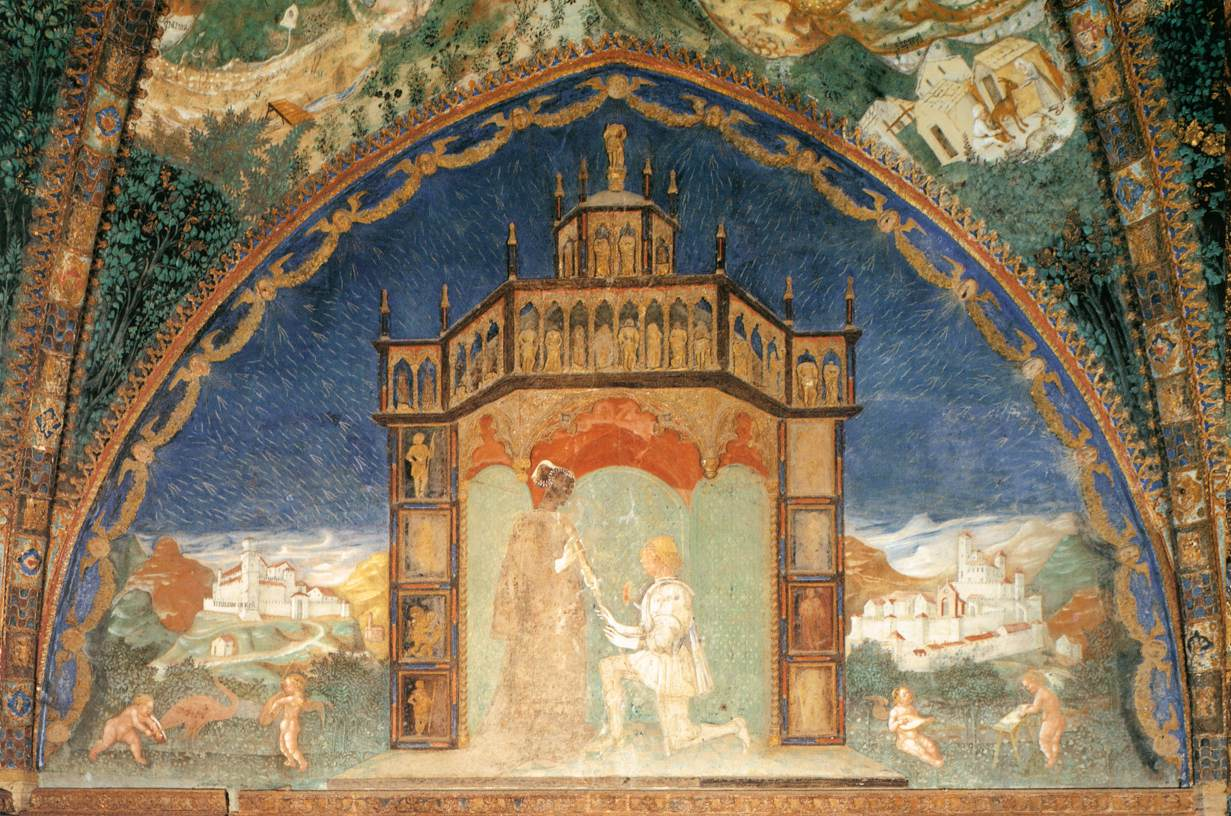
Lunetta sud

La seconda scena si svolge nella lunetta sud.
Al centro si staglia un'elaborata architettura retta da massicci pilastri laterali, decorati con formelle; nelle edicole ad archi trilobati del frontone, coperto da lanterna, sono collocate numerose statue, mentre in sommità si innalzano vari pinnacoli. Al suo interno, Pier Maria, posto sulla destra, si inginocchia di fronte a Bianca e le offre la propria spada giurandole la propria fedeltà.
Ai fianchi, gli eroti di sinistra combattono con un cigno, attributo di Venere, mentre quelli di destra suonano un liuto e un salterio, simboli della musica celeste. Sullo sfondo si ergono i castelli di Neviano de' Rossi e di San Vitale Baganza.

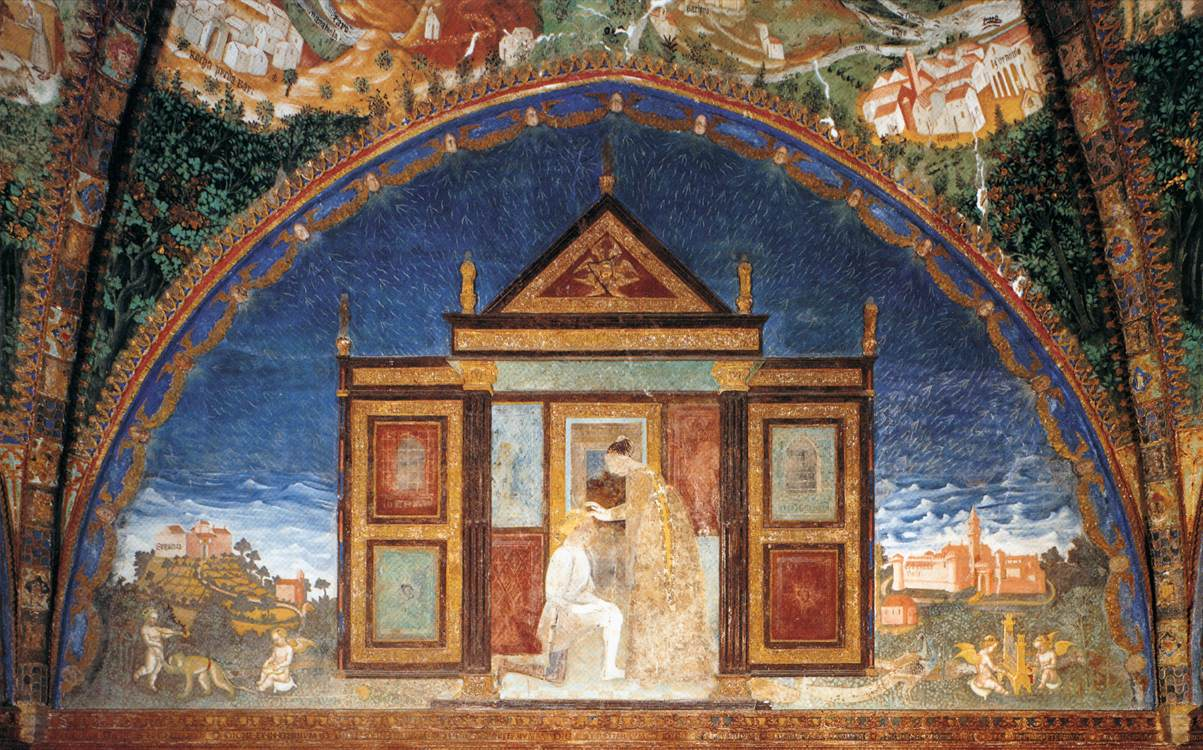
Lunetta ovest

La terza scena si svolge nella lunetta ovest.
Al centro si staglia un'architettura prospettica, retta da due colonne scanalate con capitelli corinzi dorati; su di esse sono incernierate le due grandi ante aperte, decorate con quattro dipinti, raffiguranti due cuori e due finestre con le inferriate, su cui campeggiano le scritte In aeternum; in sommità si staglia un alto frontone triangolare decorato. Al suo interno Pier Maria, posto sulla sinistra, si inginocchia di fronte a Bianca che lo incorona d'alloro.
Ai fianchi, gli eroti di sinistra suonano una ribeca e un dulcimer con una scimmia, emblema del piacere fisico, mentre quelli di destra suonano un organetto davanti a una coppia di pavoni, simboli della fedeltà matrimoniale. Sullo sfondo si ergono i castelli di Segalara e di Noceto.

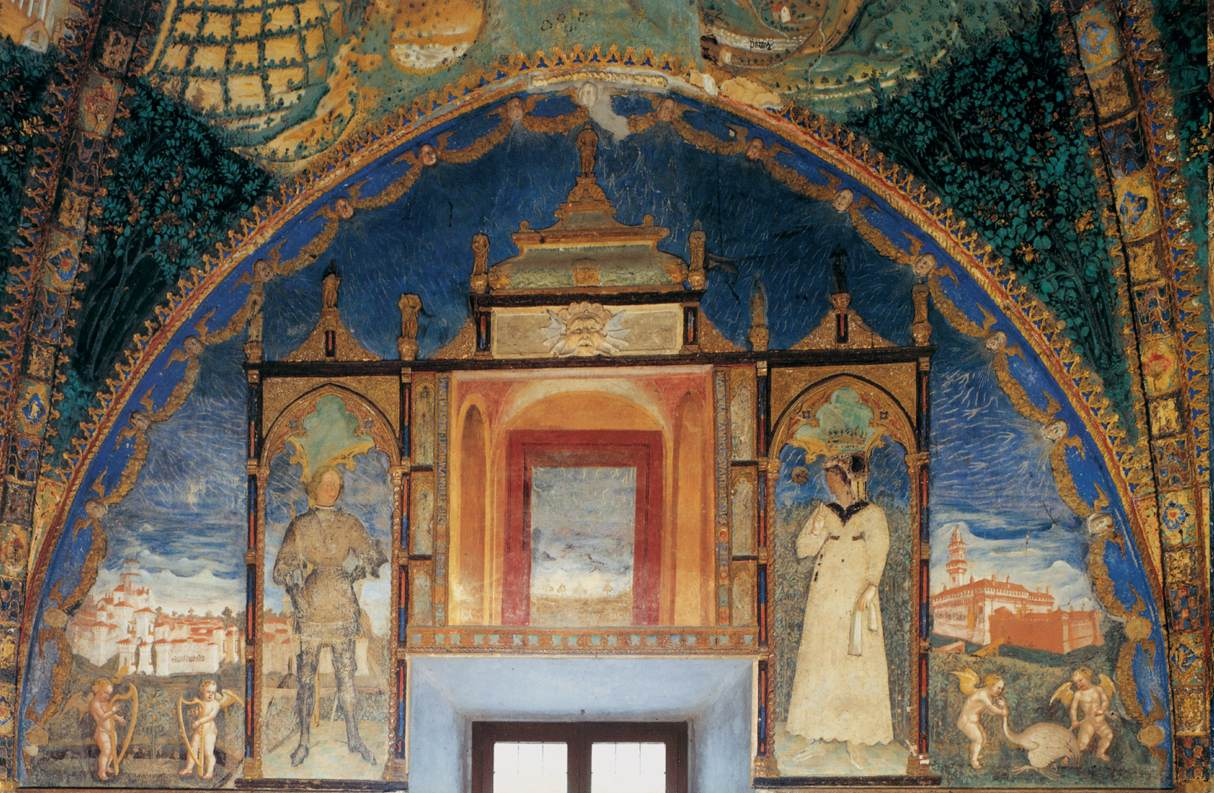
Lunetta nord

La quarta e ultima scena si svolge nella lunetta nord.
Al centro, sopra alla finestra, si staglia un'elaborata architettura retta da sottili colonne; la struttura, suddivisa in tre parti, è coronata nel mezzo da un fastigio a volute su tre livelli, contenente una maschera in rilievo. Al suo interno è raffigurata nella parte mediana una finta finestra, affacciata su una lontana collina su cui si eleva il castello di Torrechiara, nido d'amore della coppia; sulla sinistra, in abito da cerimonia, si trova Pier Maria, mentre sulla destra, vestita da sposa e incoronata, è collocata Bianca.
Ai fianchi, gli eroti di sinistra suonano l'arpa gotica, attributo di Tersicore, mentre quelli di destra giocano con un cigno, simbolo di Clio. Sullo sfondo si ergono i castelli di San Secondo e di Roccabianca, residenze ufficiali dei due amanti.

#### Volta

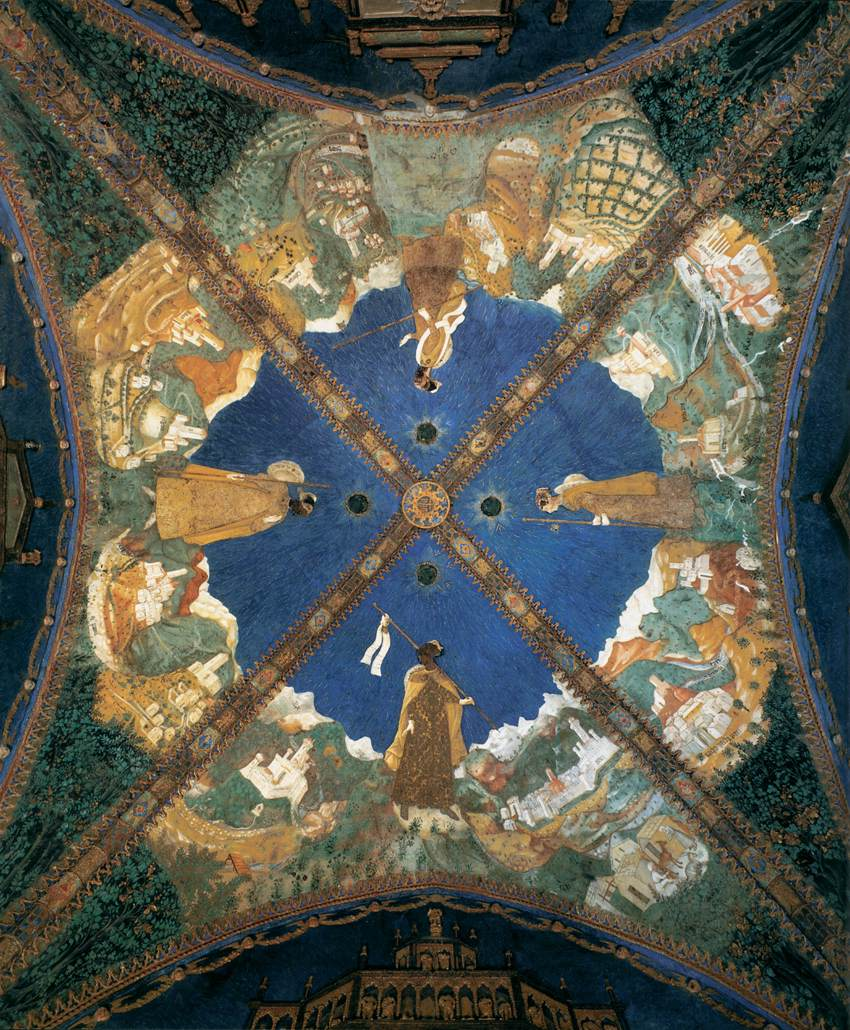
Volta

Gli affreschi della volta a crociera raffigurano in ogni spicchio Bianca che passa in rassegna alcuni dei castelli di montagna di Pier Maria, alla ricerca dell'amato.
La donna è raffigurata al centro in abiti eleganti, ma, in onore del suo cognome, in veste di pellegrina, con tutti i simboli tipici: il bordone, il petaso sulla schiena, il mantello, la conchiglia e le chiavi incrociate; Bianca avanza sotto il sole, i cui raggi dorati scendono sulle rigogliose terre montane di Pier Maria, poste sui lati.
Nell'ordine, sono raffigurati, con dovizia di particolari, i castelli di Beduzzo, di Pugnetolo, di Corniglio e di Graiana nella vela est, quelli di Bosco di Corniglio e di Berceto nella vela sud, quelli di Roccaprebalza, di Corniana, di Bardone e di Roccalanzona col centro di Fornovo di Taro nella vela ovest, quelli di Castel Maria, di Sant'Andrea, di Rivalta col centro di Lesignano e di Castrignano nella vela nord.
Sullo sfondo si elevano le alte vette appenniniche, da cui scendono i corsi d'acqua verso le valli coltivate, ove fervono le attività agricole; la vegetazione è descritta con elevata precisione.